# Francisco Altés y Casals
Francisco Altés y Casals, también conocido como Francisco Gurena y Selta Runega (c. 1780-Marsella, 27 de octubre de 1838), fue un dramaturgo, poeta y periodista español.

## Biografía
Fue socio y secretario segundo en 1822 de la Real Academia de Buenas Letras, así como vicesecretario y después secretario del Ayuntamiento constitucional y después provisional de Barcelona, cargo que desempeñó desde 1820 hasta febrero de 1824, cuando emigró a Francia para dedicarse al comercio. Durante el periodo en que residió en la ciudad condal, fue director del Teatro de la Santa Cruz y publicó varias poesías en el Diario Constitucional.
Los sucesos políticos del año 1820 lo condujeron a la política y publicó en El Diario Constitucional varias poesías patrióticas que impulsaron la revolución y ejercieron gran influencia en el pueblo. Una canción patriótica suya que tuvo gran influencia decía así:

Avanzad, avanzad, compañeros
con las armas al hombro avanzad,
libertad para siempre clamando,
libertad, libertad, libertad.
La divisa de afrenta arrojemos,
fuimos siervos, mas pérfidos no.
Ya ni siervos ni pérfidos somos
el despótico imperio acabó (2).

En 1835 regresó a España y, en el Diario de Barcelona, publicó el 18 de febrero una poesía titulada Desahogo de Selta Runega al llegar a esta ciudad de once años de ausencia.
Enfermo de gravedad en Marsella en 1838, encargó a un amigo que recogiera sus poesías sueltas y otras composiciones de su juventud con objeto de revisarlas y publicar formando colección, propósito que no pudo realizar por haber fallecido el 27 de octubre de dicho año.